# Johanna Vancura
Johanna Vancura, po mężu Wendler (ur. 20 lipca 1915 w Wiedniu, zm. 26 września 1998 tamże) – austriacka lekkoatletka, sprinterka.
Na igrzyskach olimpijskich w Berlinie (1936) odpadła w eliminacjach w sztafecie 4 × 100 metrów oraz w półfinale w biegu na 100 metrów.
Jedenastokrotna mistrzyni Austrii: w biegu na 100 metrów (1936, 1937 i 1938), biegu na 200 metrów (1934, 1936, 1937 i 1938) oraz sztafecie 4 × 100 metrów (1933, 1934, 1935 i 1936).
Rekordzistka kraju w różnych konkurencjach, m.in.: w biegu na 60 metrów (m.in. 7,6 w 1935), biegu na 100 metrów (12,4 w 1934, 12,2 w 1936 i 12,1 w 1936), biegu na 200 metrów (25,8 w 1936) czy sztafecie 4 × 100 metrów (50,1 w 1934 oraz 49,8 w 1934).